# 指準化石
指準化石（英語：Index fossils，又稱為標準化石、指標化石）是指一種可以被用來推知所處地層的地質年代之化石。其運作原理基於一個前提上：雖然沉積物可能會因為沉積時所處的環境不同而有不同的形狀，但它們很有可能會包含有同樣一種生物的化石。假如該物種只存在於一相對短暫的時期（以地質學的角度來說，可能歷時約幾十萬年），那麼只要我們檢視的地層中含有相同的化石，就足以判斷出這些地層可能是在該特定時期間所沉積。被用來測定地質年代的指準化石物種存在時間越短，判定地質年代的準確度就越高。
基於以上緣故，一些演化非常快的生物之化石，會更具有地質學上的價值。除此之外，一種好的指準化石物種，還要有常見、容易辨識，與生存範圍廣闊等特性。尤其是最後一點：假如某種指準化石的物種分布範圍很狹隘，那麼在兩個不同地區利用它來鑑定出同屬一個時期的地質之機會，相對上就會小了許多，而減損了指準化石的應用性。
可以指示年代的標準化石需有下列條件限制：
1.演化速度快。
2.個體數多。
3.分布範圍廣。
4.生存的期限短。
5.特徵明顯，容易鑑定。